# هربرت بلاشی
هربرت بلاشی (انگلیسی: Herbert Blaché؛ ۵ اکتبر ۱۸۸۲ – ۲۳ اکتبر ۱۹۵۳) فیلم‌نامه‌نویس، کارگردان و تهیه‌کننده اهل ایالات متحده آمریکا بود. وی بین سال‌های ۱۹۱۲ تا ۱۹۲۹ میلادی فعالیت می‌کرد.

## فیلم‌شناسی
- رابین‌هود (۱۹۱۲)
- جدال با مرگ (۱۹۱۴)
- زن مطلقه (۱۹۱۹)